# Rayon δ
Un rayon δ est un électron ou un groupe d'électrons issus d'une ionisation, et dont l'énergie est suffisante pour ioniser d'autres atomes.